# 시피 카간
시피 카간(한국 한자: 始畢可汗 시필가한: ?-619년)은 동돌궐의 제9대 카간이다. 휘는 아시나 토치시르(阿史那咄吉世, Ashina Tochishih). 양제의 누이 의안공주와 결혼했다. 5대 이슈바라 카간이 수나라를 공격했다.
수나라를 공격하기에 앞서 소그드인 공후들의 지지를 받아 후방을 안정시켰다. 이들 소그드인들은 615년 마읍현(오늘날의 산서성 삭주시)에서 시피 카간이 수나라의 배구와 화약을 논하는 자리에 초청되었는데, 배구가 소그드인들이 카간을 배신하려 했다는 누명을 씌어 모두 죽게 만들었다. 같은 해 양제 부부가 북방을 수행하는 것을 노려 안문군에서 황제 일행을 포위했으나, 의안공주가 후방이 어지럽다는 거짓 정보를 보내자 포위를 풀고 물러갔다.
수말당초의 군벌 할거기에 시피 카간은 이연을 비롯한 여러 군벌들을 동시에 지원하며 중국의 분열을 획책했다. 이연은 시비 카칸의 신하를 칭하고 조공을 대가로 돌궐에게 군사를 지원받았다. 예컨대 시피 카간은 이연에게 군마 2천 필과 기병 5백 기를 지원했는데, 이 기병대가 호뢰 전투에서 승리하는 데 기여했다. 하지만 이연의 선비족 세력이 중국을 정복하여 시피 카간의 본래 구상이 실현되지는 못했고 619년 죽었다. 동생 출라 카간이 카간위를 계승했다.

## 시피 카간이 등장한 작품
- 《연개소문》(SBS, 2006년~2007년, 배우:이두섭)